# Me dijeron
«Me dijeron» es una canción del cantante puertorriqueño Ozuna. Se lanzó el 24 de agosto de 2018 como el cuarto sencillo de su segundo álbum de estudio Aura. En la lista Hot Latin Songs de Billboard, alcanzó la posición once.

## Antecedentes y composición
La pista se estrenó el 24 de agosto de 2018, el mismo día del estreno de su segundo álbum de estudio Aura. El tema escrito por el cantante junto a Reggi Aponte, Carlos Ortiz y Vicente Saavedra, la producción estuvo a cargo de Chris Jeday, Gaby Music y Fly-M, aborda en sus letras, sobre una mujer que tiene problemas en su relación y prefiere estar con el protagonista del tema.

## Vídeo musical
El video musical de «Me dijeron» se estrenó el 24 de agosto de 2018. El video musical estuvo bajo la dirección del venezolano Nuno Gomes. A marzo de 2020, cuenta con 103 millones de reproducciones. 

## Rendimiento comercial
El tema logró aparecer en la lista Billboard Hot Latin Songs, alcanzando la posición número once. Adicionalmente, se ubicó en la posición diecinueve en la lista Latin Rhythm Airplat. En España, el sencillo apareció en la ubicación treinta en la lista de PROMUSICAE, mientras que en Suiza se posicionó en el puesto noventa y cinco.

## Posicionamiento en listas
| Listas (2018)                         | Mejor posición |
| ------------------------------------- | -------------- |
| España (PROMUSICAE)                   | 30             |
| Estados Unidos (Hot Latin Songs)      | 11             |
| Estados Unidos (Latin Rhythm Airplay) | 19             |
| Suiza (Schweizer Hitparade)           | 95             |